# Тот, Оршойя
Оршойя Тот, также Орши Тот (венг. Tóth Orsolya, 20 ноября 1981, Бекешчаба) — венгерская актриса.

## Биография
Окончила Академию театра и кино в Будапеште (2004). Уже с 2002 года начала играть в кино, снялась с тех пор более чем в 30 ролях.

## Избранная фильмография
- 2002 — Счастливые дни / Szép napok (Корнель Мундруцо; премия лучшей актрисе второго плана на Неделе венгерского кино)
- 2002 — Человек-мост/ A hídember (Геза Беременьи)
- 2002 — Проснись, парень, не спи! / Kelj fel, komán, ne aludjál! (Миклош Янчо, Иштван Мартон)
- 2004 — Мировой номер! / Világszám! (Роберт Кольтаи)
- 2005 — Без судьбы / Sorstalanság (Лайош Кольтаи)
- 2005 — Йоханна / Johanna (Корнель Мундруцо; премия фестиваля Fantasporto за лучшую женскую роль, премия за лучшую женскую роль на Международном фестивале фантастического фильма в Пучхоне, премия лучшей актрисе на Неделе венгерского кино)
- 2006 — Egyetleneim (Дьюла Немеш; премия лучшей актрисе на Неделе венгерского кино)
- 2006 — Közúti karbantartók (Шандор Тобиаш)
- 2007 — Buhera mátrix (Иштван Мартон)
- 2008 — Дельта / Delta (Корнель Мундруцо)
- 2009 — Лурд / Lourdes (Джессика Хаузнер)
- 2009 — Женщины без мужчин / Zanan-e bedun-e mardan (Ширин Нешат, Шойа Азари)
- 2011 — Может, в какой-то другой жизни / Vielleicht in einem anderen Leben (Элизабет Шаранг)
- 2011 — С лучшими намерениями / Din dragoste cu cele mai bune intentii (Адриан Ситару)
- 2013 — Бессловесные / A csendesek (Рики Рейнеке)
- 2013 — Толстая тетрадь / A nagy füzet (Янош Сас)
- 2014 — Белый бог / Fehér isten (Корнель Мундруцо)